# JK Nõmme Kalju II
El JK Nõmme Kalju II es un equipo de fútbol de Estonia que milita en la Esiliiga B, la tercera liga de fútbol en importancia en el país.

## Historia
Fue fundado en el año 1997 en la capital Tallinn luego de la refundación del primer equipo JK Nõmme Kalju, equipo que milita en la Meistriliiga, por lo que no puede jugar en la máxima categoría por ser su principal equipo filial, ya que su objetivo es darle minutos a los jugadores canteranos y jóvenes fichados por el club.

## Palmarés
- Esiliiga B: 1

2013

## Temporadas recientes
| Temporada | Liga  | Posición | J  | G  | E | P  | GF | GC | GD  | Pts | Goleador              | Asistencia (Prom.) | Copa | Supercopa |
| --------- | ----- | -------- | -- | -- | - | -- | -- | -- | --- | --- | --------------------- | ------------------ | ---- | --------- |
| 2003      | 5 N   | 3        | 18 | 12 | 3 | 3  | 51 | 21 | 30  | 39  | Rafig Adigazalov (19) |                    |      |           |
| 2004      | 5 E   | 2        | 18 | 13 | 2 | 3  | 48 | 23 | 25  | 41  | Mikk Nestor (16)      |                    |      |           |
| 2005      | 4 N   | 6        | 22 | 7  | 7 | 8  | 40 | 45 | –5  | 28  |                       |                    |      |           |
| 2006      | 4 N   | 2        | 22 | 14 | 2 | 6  | 68 | 38 | 30  | 55  | Ain Kudeviita (15)    |                    |      |           |
| 2007      | 3 E/N | 9        | 26 | 8  | 5 | 13 | 33 | 53 | –20 | 29  |                       |                    |      |           |
| 2008      | 3 E/N | 6        | 26 | 14 | 4 | 8  | 46 | 32 | 14  | 46  |                       |                    | 1/4  |           |
| 2009      | 3 E/N | 6        | 26 | 12 | 5 | 9  | 63 | 53 | 10  | 41  |                       |                    | 3    |           |
| 2010      | 3 E/N | 3        | 24 | 13 | 2 | 9  | 57 | 69 | –12 | 41  | Anti Kõlu (14)        |                    | 3    |           |
| 2011      | 3 E/N | 2        | 26 | 19 | 4 | 3  | 94 | 19 | 75  | 61  | Tanel Tammemägi (26)  |                    | 3    |           |
| 2012      | 3 E/N | 3        | 26 | 16 | 2 | 8  | 59 | 34 | 25  | 50  | Tanel Tammemägi (14)  |                    | 2    |           |
| 2013      | 3     | 1        | 36 | 26 | 4 | 6  | 91 | 37 | 54  | 82  | Robert Kirss (16)     |                    | 1    |           |